# KHIH Hoepertingen
KHIH Hoepertingen is een Belgische voetbalclub uit Hoepertingen. De club is aangesloten bij de KBVB met stamnummer 2399 en heeft rood en wit als clubkleuren.

## Geschiedenis
In 1936 sloot Hand In Hand Hoepertingen (HIH Hoepertingen) zich aan bij de Belgische Voetbalbond en ging er van start in de gewestelijke reeksen.
HIH Hoepertingen bleef de rest van de eeuw in de verschillende provinciale reeksen spelen met wisselende resultaten. Zo ging de club aan het eind van de 20ste eeuw een paar jaar na elkaar op en neer tussen Derde en Tweede Provinciale, om uiteindelijk in 2003 kampioen te worden in Tweede Provinciale en zo naar Eerste Provinciale te kunnen promoveren.
HIH Hoepertingen speelde al gauw weer in Tweede Provinciale, tot men er in 2014 via de eindronde nog eens promotie afdwong naar Eerste Provinciale.
In het seizoen 2022 - 2023 speelde de club kampioen in Tweede Provinciale A.

## Resultaten
| Seizoen | Klasse | Klasse | Klasse | Klasse | Klasse | Klasse | Klasse | Klasse | Klasse | Reeks                                                    | Punten                                                   | Opmerkingen                                              |
|         | 1A     | 1B     | 1Am    | 2Am    | 3Am    | P.I    | P.II   | P.III  | P.IV   | Vanaf 2016-17 zijn er 3 nationale en 2 regionale niveaus | Vanaf 2016-17 zijn er 3 nationale en 2 regionale niveaus | Vanaf 2016-17 zijn er 3 nationale en 2 regionale niveaus |
| ------- | ------ | ------ | ------ | ------ | ------ | ------ | ------ | ------ | ------ | -------------------------------------------------------- | -------------------------------------------------------- | -------------------------------------------------------- |
| 2016/17 |        |        |        |        |        | 9      |        |        |        | Eerste Prov. Lim.                                        | 36                                                       |                                                          |
| 2017/18 |        |        |        |        |        | 14     |        |        |        | Eerste Prov. Lim.                                        | 31                                                       |                                                          |
| 2018/19 |        |        |        |        |        | 16     |        |        |        | Eerste Prov. Lim.                                        | 16                                                       | Degradatie                                               |
| 2019/20 |        |        |        |        |        |        | 9      |        |        | Tweede Prov. Lim. B                                      | 32                                                       | Vroegtijdig stopgezet wegens de Coronacrisis             |
| 2020/21 |        |        |        |        |        |        | -      |        |        | Tweede Prov. Lim. B                                      | -                                                        | Seizoen geschrapt wegens de Coronacrisis                 |
| 2021/22 |        |        |        |        |        |        | 2      |        |        | Tweede Prov. Lim. B                                      | 58                                                       |                                                          |
| 2022/23 |        |        |        |        |        |        | 1      |        |        | Tweede Prov. Lim. A                                      | 70                                                       |                                                          |
| 2023/24 |        |        |        |        |        | 14     |        |        |        | Eerste Prov. Lim.                                        | 22                                                       | Degradatie                                               |
| 2024/25 |        |        |        |        |        |        | 3      |        |        | Tweede Prov. Lim. A                                      | 52                                                       |                                                          |
| 2025/26 |        |        |        |        |        |        |        |        |        | Tweede Prov. Lim. A                                      |                                                          |                                                          |